# Dime que me amas
«Dime que me amas» es una canción así como el primer sencillo del grupo de pop mexicano Jeans (hoy JNS), fue publicado en el mes de 
septiembre de 1999 en la radio nacional y esta canción forma parte del tercer álbum de estudio //:Tr3s.Jeans 

## Otros usos y versiones
- El tema fue vuelto a grabar por el grupo en su álbum recopilatorio en vivo, Dejavu en 2015, usando una nueva mezcla en la música, esto en voz de Angie, Regina, Karla y Melissa actules integrantes del grupo (ahora denominado JNS) a dueto con Litzy, integrante e intérprete original del grupo y tema.[4]
- Esta canción también forma parte del álbum recopilatorio de grandes éxitos Lo mejor de Jeans, lanzado a principios del año 2000.[5]
- También formó parte de los 90's Pop Tour junto con otros éxitos más de la cantante y de otros artistas y grupos musicales que marcaron esta década.[6]

## Lista de canciones

### Sencillo - CD[7]
| Dime que me amas — Single |                    |          |  |
| N.º                       | Título             | Duración |  |
| 1.                        | «Dime que me amas» | 4:22     |  |

## Posicionamiento en listas
| Lista (1999)   | Posición |
| -------------- | -------- |
| México Top 100 | 43       |